# Mes copains
Pour plus de détails, voir Fiche technique et Distribution.
Mes copains est un court métrage de Louis Garrel, sorti en 2008. C'est la première réalisation de l'acteur.

## Fiche technique
- Titre : Mes copains
- Réalisation : Louis Garrel
- Scénario : Louis Garrel
- Image : Léo Hinstin
- Montage : Barbara Bascou
- Son : Luc Meilland
- Pays d'origine :  France
- Langue : français
- Durée : 26 minutes
- Date de sortie : 18 mai 2008[1]

## Distribution
- Sylvain Creuzevault : Sylvain
- Arthur Igual : Arthur
- Damien Mongin : Damien
- Lolita Chammah : Lolita
- Michelle Goddet : la mère
- Gilbert Beugniot : le père
- Esther Garrel : Esther
- Judith Chemla : la voix
- Eric Charon : le barman

## Distinction

### Sélection
- Festival de Cannes 2008 : Quinzaine des réalisateurs[2]